# Eulalia leptostachys
Eulalia leptostachys är en gräsart som först beskrevs av Pilg., och fick sitt nu gällande namn av Johannes Jan Theodoor Henrard. Eulalia leptostachys ingår i släktet Eulalia och familjen gräs. Inga underarter finns listade i Catalogue of Life.